# Naturschutzgebiet Gelber Bruch

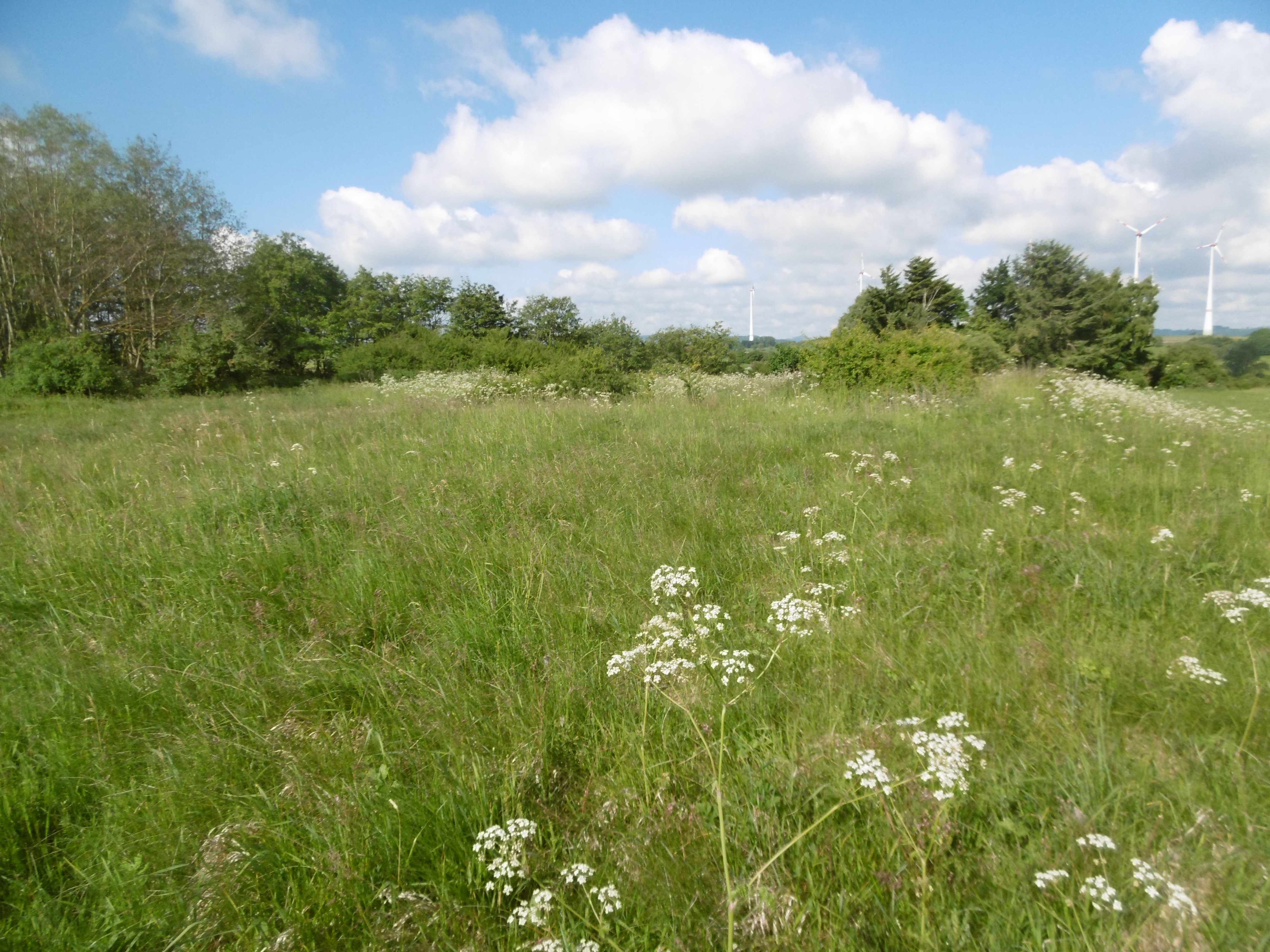
Naturschutzgebiet Gelber Bruch

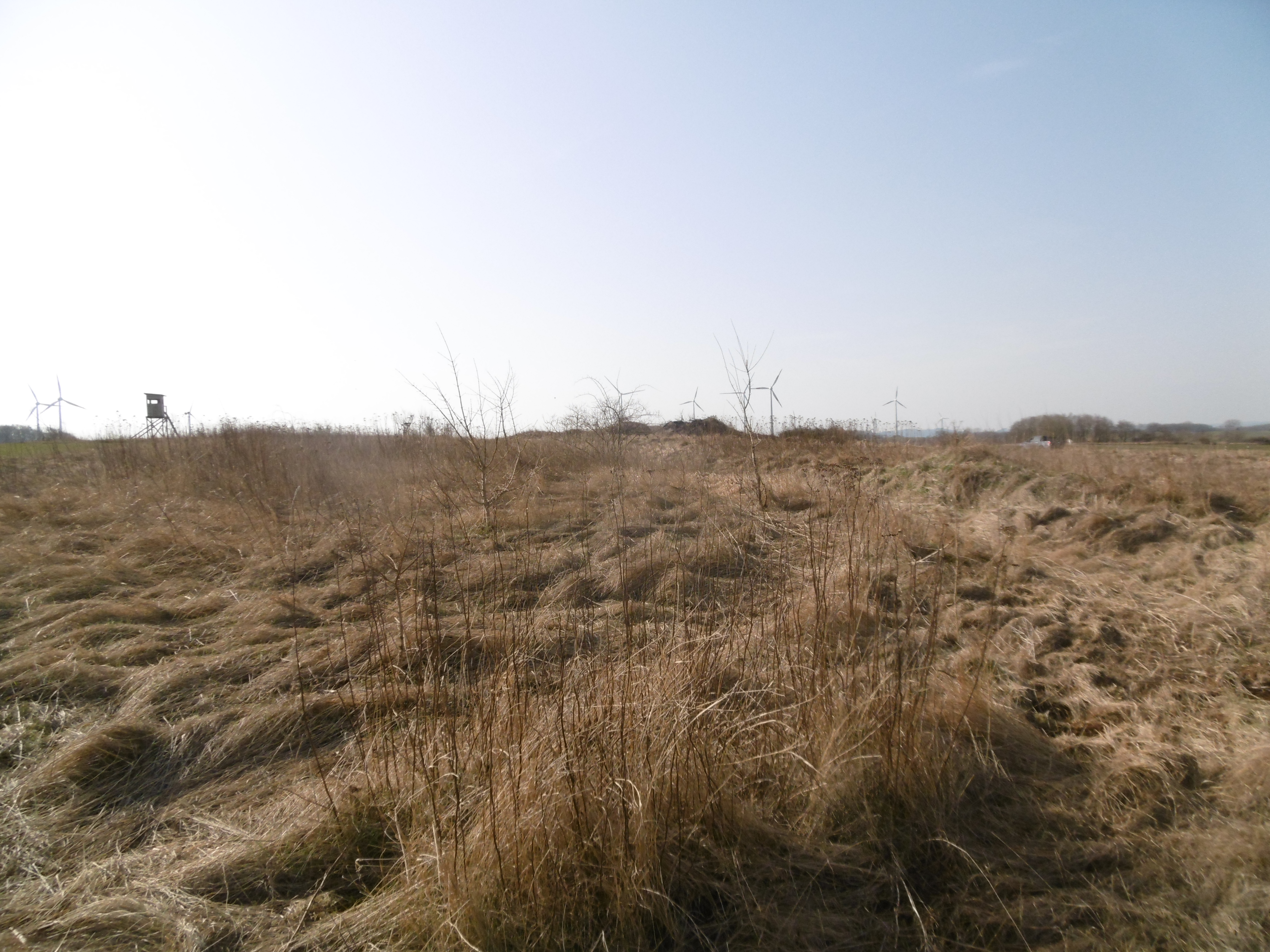
Östliche Teilfläche

Das Naturschutzgebiet Gelber Bruch mit einer Größe von 2,52 ha liegt südlich von Borntosten im Stadtgebiet von Marsberg im Hochsauerlandkreis. Es wurde 2008 mit dem Landschaftsplan Marsberg als Naturschutzgebiet (NSG) ausgewiesen. Das NSG liegt im Südwesten an der Landesgrenze zu Hessen. Früher lag der Fußballplatz vom Dorf am NSG. Die Kreisstraße K 64 teilt das NSG in zwei etwa gleichgroße Teilflächen. Nördlich grenzt das Landschaftsschutzgebiet Freiflächen um Borntosten und östlich das Landschaftsschutzgebiet Rotes Land an.

## Beschreibung
Das NSG umfasst ein Mosaik aus mageren und artenreichen Grünländern und Gehölzen durch den die Straße K 64 verläuft. Direkt am früheren Sportplatz liegt ein Kalkmagerrasen wo teilweise Kalkstein des oberen Zechsteins zu Tage tritt und ein Acker. Der Kalkmagerrasen sind Großteils ungenutzt. Durch Grünland- und Ackerflächen sowie durch die K 64 getrennt liegt westlich ein Bereich mit Magergrünland. Im Südwesten des NSG wurden Grau-Erlen gepflanzt, welche natürlicherweise nicht im NRW vorkommen.
Die artenreichsten Teilflächen finden sich auf den südwestexponierten Böschungen am Westrand des NSG und als Kalkmagerrasenreste innerhalb ackerbaulich genutzter Flächen entlang eines kaum mehr genutzten Wiesenweges im Osten. Diese artenreichen Bereiche des NSG fallen weitgehend unter den gesetzlichen Biotopschutz und diese Kernflächen bieten eine Vielzahl seltener und gefährdeter Pflanzenarten Lebensraum. Laut Landschaftsplan wurden Bereiche mit Acker und Fettgrünland als Pufferbereich bzw. Arrondierungsflächen ins NSG einbezogen. Die Ackerflächen im NSG wurden auch mit in das Schutzgebiet einbezogen, da sie, je nach Nutzungsintensität, eine artenreiche Ackerwildkrautflora mit bedrohten Arten aufweisen.
Im NSG brüten Dorngrasmücke und Neuntöter. Das Gebiet hat eine artenreiche Insektenfauna, insbesondere bei Schmetterlingen und Hautflüglern.
Der Landschaftsplan führt zum Wert des NSG aus: „Mit seinen trockenen alten Viehtriften, kleinflächigen Bracheanteilen und eingestreuten Feldgehölzen stellt es einen Ausschnitt der historischen Kulturlandschaft dar, der durch Nutzungsaufgabe einerseits und Intensivierung andererseits seine wertbestimmenden Elemente zu verlieren droht. Außerdem ist es latent durch Ablagerung von landwirtschaftlichen und sonstigen Abfällen bedroht. Auf kleinen Teilflächen wurden naturräumlich unpassende Gehölze gepflanzt.“
Der Landschaftsplan führt als zusätzliche Entwicklungsmaßnahmen für das NSG auf: die vorhandenen Abfallablagerungen und nicht bodenständigen Anpflanzungen sind zu beseitigen und die Nutzung der einbezogenen Ackerflächen ist dem notwendigen Verbund der Magerrasen und einer Förderung seltener Ackerwildkräuter auf der Grundlage des aufzustellenden Pflege- und Entwicklungsplanes anzupassen.

## Pflanzenarten im NSG
Das Landesamt für Natur, Umwelt und Verbraucherschutz Nordrhein-Westfalen dokumentierte im Schutzgebiet Pflanzenarten wie Acker-Witwenblume, Ackerwinde, Aufgeblasenes Leimkraut, Dornige Hauhechel, Echtes Johanniskraut, Echtes Labkraut, Gemeiner Odermennig, Gewöhnliches Ferkelkraut, Gewöhnliches Leinkraut, Kleine Bibernelle, Kleiner Klappertopf, Kleiner Wiesenknopf, Kriech-Quecke, Magerwiesen-Margerite, Mittlerer Wegerich, Nickende Distel, Pastinak, Purgier-Lein, Rundblättrige Glockenblume, Skabiosen-Flockenblume, Tauben-Skabiose, Wiesen-Bocksbart, Wilde Möhre und Wirbeldost.

## Schutzzweck
Das NSG dient der Erhaltung und Wiederherstellung artenreicher magerer Grünlandgesellschaften mit ihrem tatsächlichen und potenziellen Inventar an seltenen und gefährdeten Pflanzenarten; Förderung einer artenreichen Ackerwildkrautflora auf Teilflächen; Optimierung eines kleinen Ausschnitts „historischer Kulturlandschaft“ durch die Beseitigung vorhandener Beeinträchtigungen und Einführung eines zielführenden Nutzungskonzepts mit Verbindung der vorhandenen Kalkmagerrasen. Wie bei allen Naturschutzgebieten in Deutschland wurde in der Schutzausweisung darauf hingewiesen, dass das Gebiet „wegen der Seltenheit, besonderen Eigenart und Schönheit des Gebietes“ zum Naturschutzgebiet wurde.